# وادي المعابد

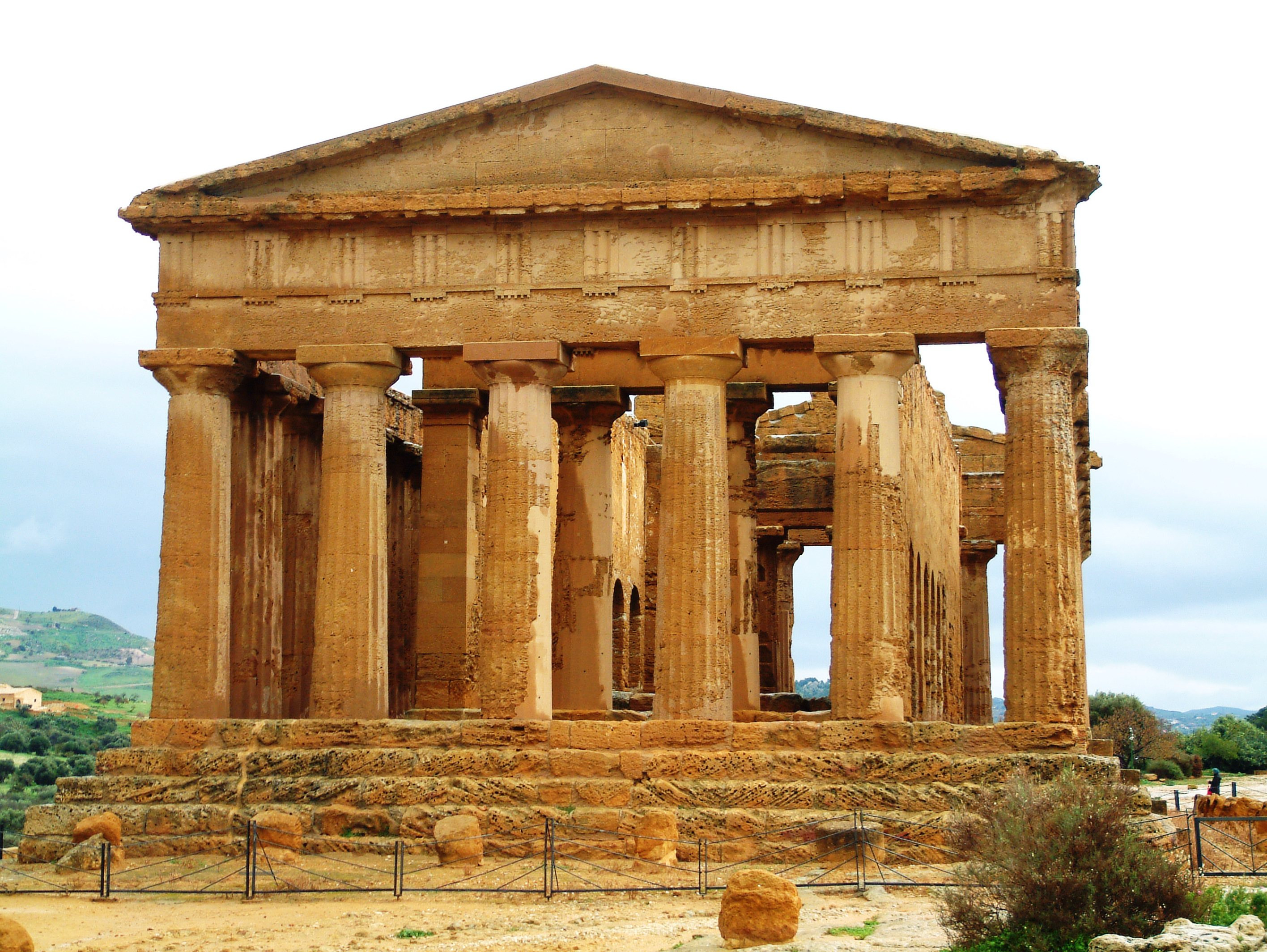

وادي المعابد هو موقع أثري في أغريجنتو في صقلية جنوب إيطاليا. هو أحد أبرز الأمثلة على الفن والهندسة المعمارية لماجنا غراسيا. يعد أحد مناطق الجذب الرئيسية في صقلية فضلا عن كونه نصباً تذكارياً وطنياً في إيطاليا. أدرج هذا الوادي في قائمة اليونسكو للتراث العالمي في عام 1997. يعود الفضل في الكثير من الحفريات وترميم المعابد لجهود عالم الآثار دومينيكو انطونيو لو فاسو بييتراسانتا (1783-1863)، الذي كان دوق سيراديفالكو من 1809 إلى 1812.
تسمية الموقع الأثري باسم «وادي» مضللة حيث يوجد هذا الموقع الأثري على حافة قرب قرية أغريجنتو.

## معرض صور

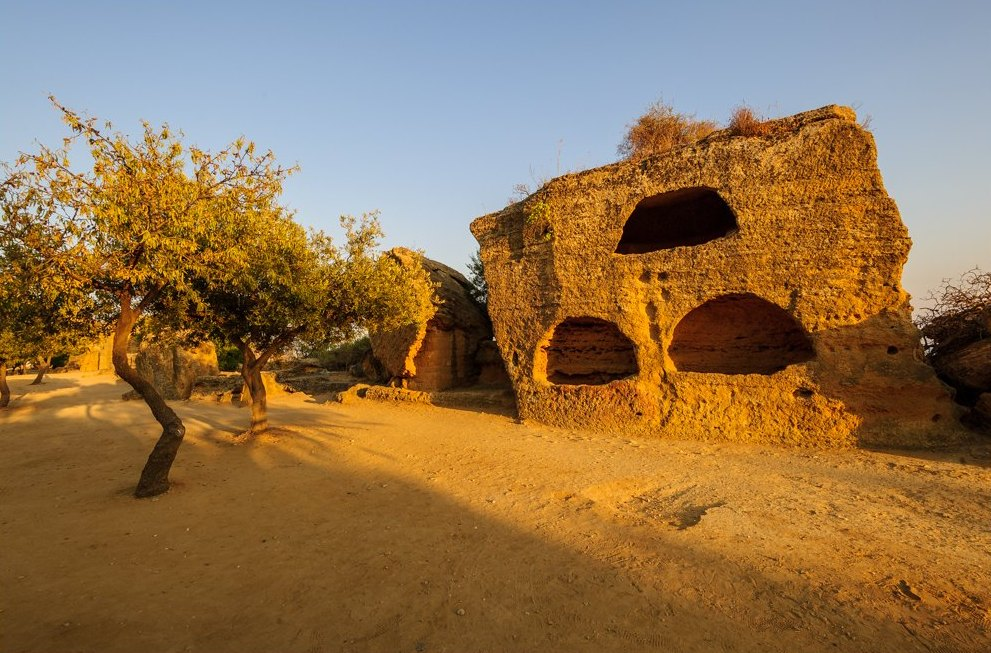
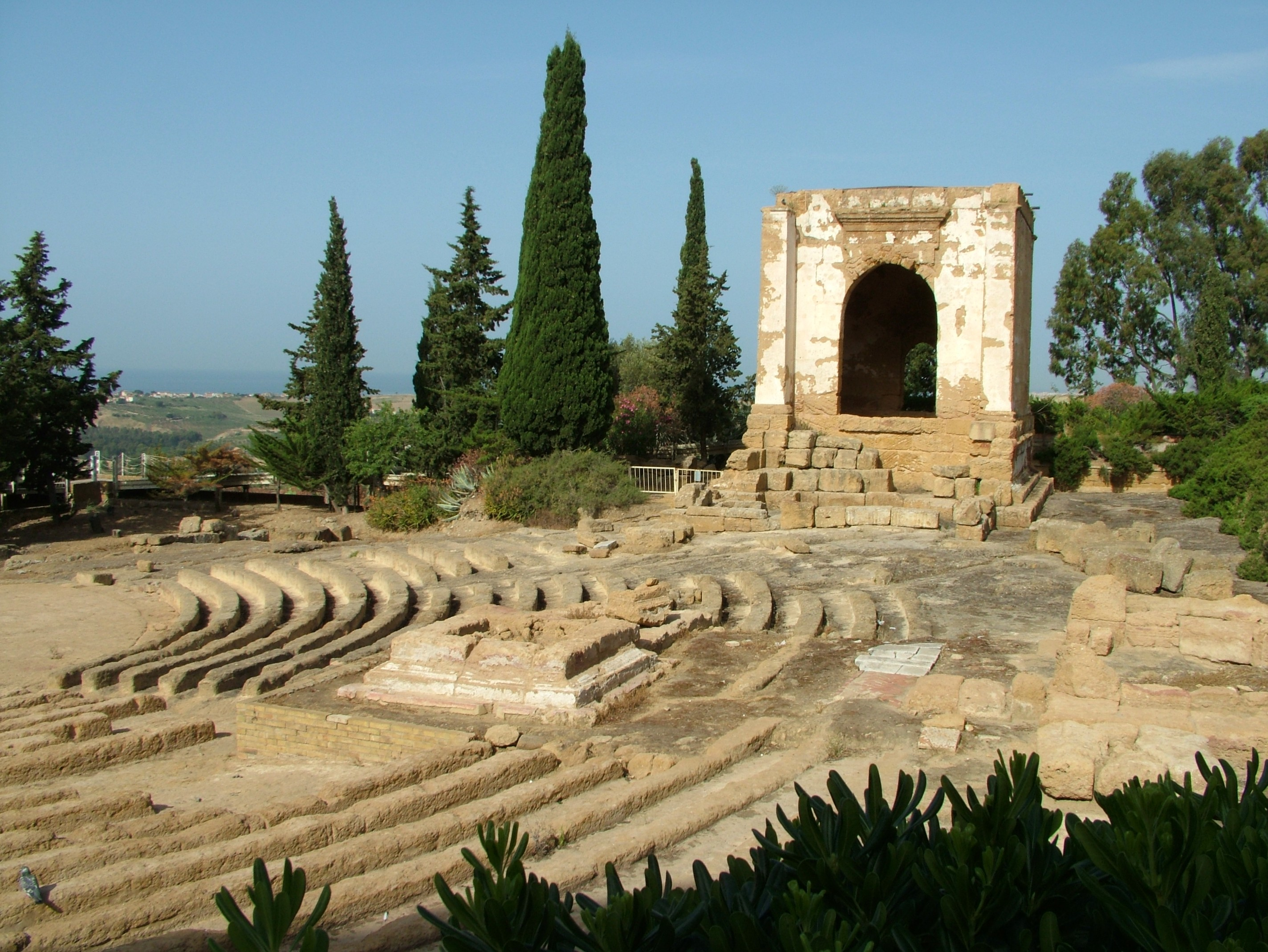
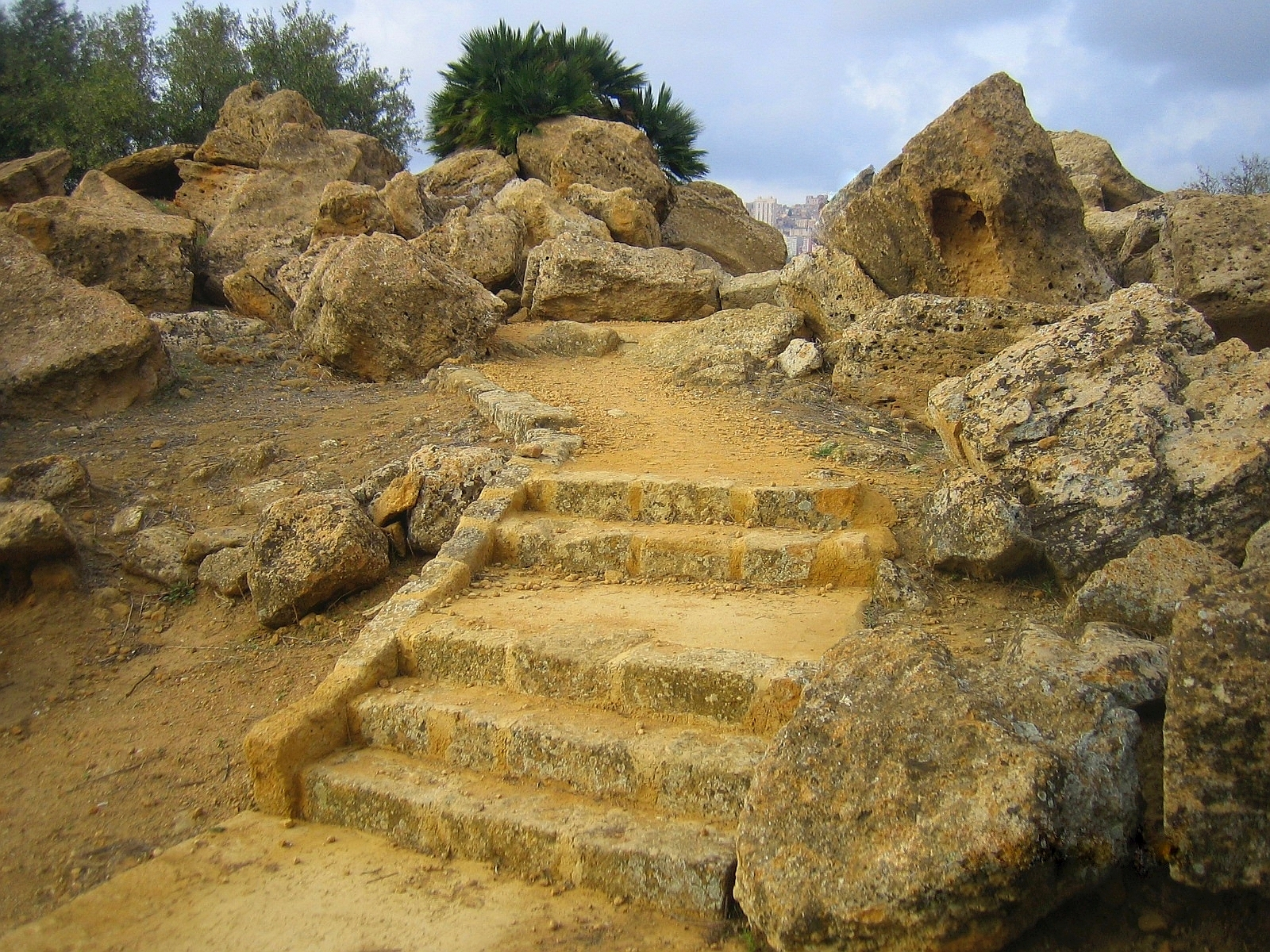
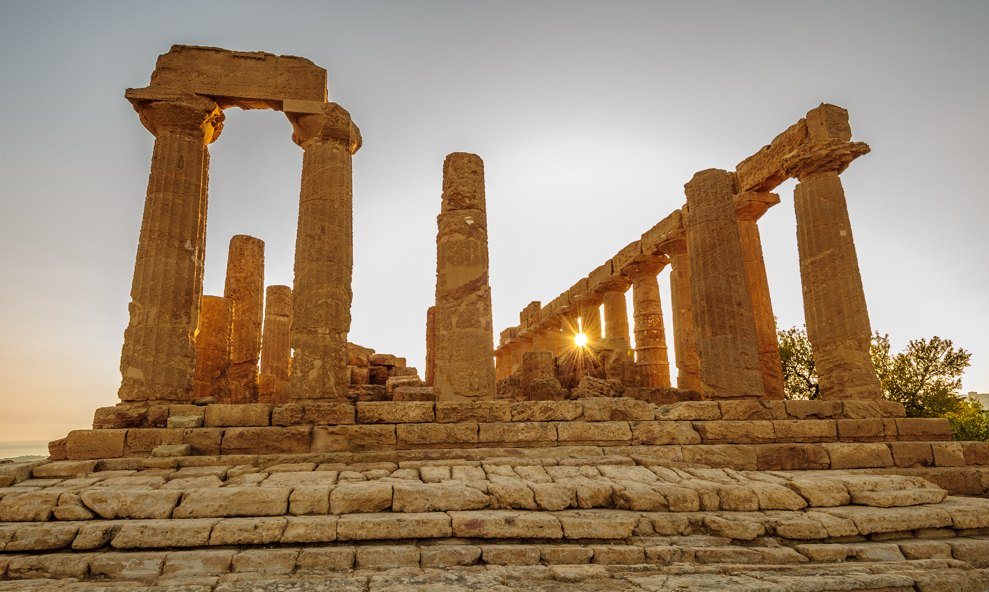